# Archidendron pauciflorum
Espèce
Archidendron pauciflorum, appelé localement jengkol ou jering, est une espèce de plantes à fleurs dicotylédones de la famille des Fabaceae, sous-famille des Mimosoideae, originaire d'Asie du Sud-Est.
Ce sont des arbustes ou des arbres pouvant atteindre 25 mètres de haut, à la couronne étalée et aux feuilles composées bipennées.
Les graines sont comestibles, crues ou cuites, cependant les graines mûres présentent un risque de toxicité du fait de leur teneur en acide djenkolique.  

## Utilisation

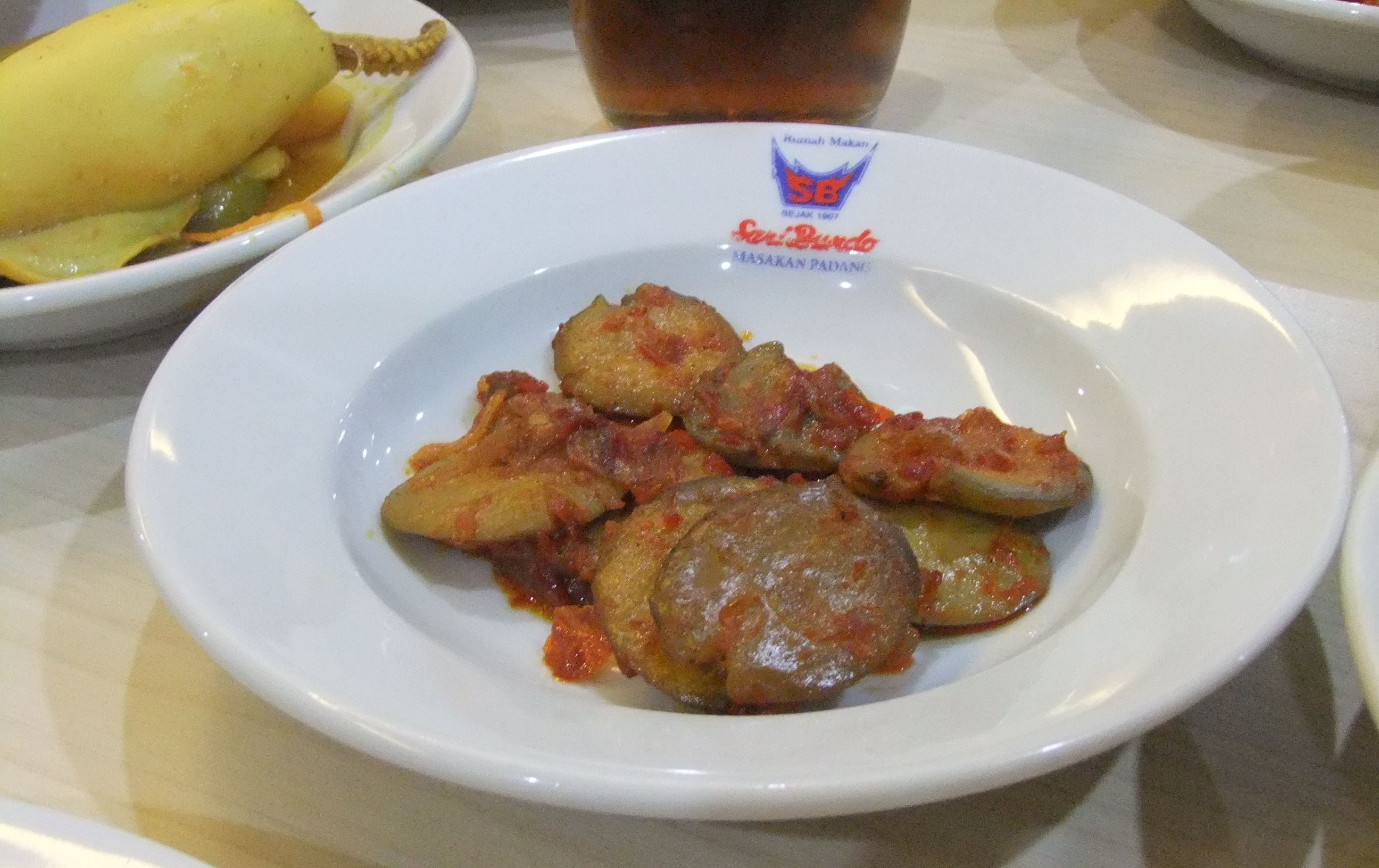
Graines cuisinées avec du sambal.

Malgré leur odeur forte, les grosses graines brunes sont couramment consommées en Indonésie, en Malaisie (sous le nom de jering), en Birmanie (sous le nom de da nyin thee) et dans le sud de la Thaïlande (sous le nom de luk-nieng ou luk neang). En Indonésie, elles sont cuisinées en satay ou en curry, particulièrement dans le rendang. Dans la cuisine birmane le da nyin thee est grillé ou bouilli et souvent mangé avec de la sauce de poisson fermentée (Ngapi yay) et du riz à la vapeur.
Ces graines sont un peu toxiques, en raison de la présence d'acide djenkolique, un acide aminé qui cause le djenkolisme (empoisonnement par les graines de jengkol). Ses symptômes sont les spasmes, la goutte, la rétention urinaire et l'insuffisance rénale aiguë. Cette affection atteint principalement les hommes et ne dépend pas du mode de préparation des graines. Certains peuvent en consommer sans incident à de nombreuses reprises, pour être soudain atteints d'insuffisance rénale une autre fois.

## Taxinomie

### Synonymes
Selon  The Plant List (28 décembre 2018) :
- Abarema celebica (Kosterm.) Kosterm.
- Abarema malinoensis (Kosterm.) Kosterm.
- Abarema pauciflora Kosterm.
- Archidendron pauciflorum var. pauciflorum
- Pithecellobium celebicum Kosterm.
- Pithecellobium lobatum "sensu auct.,  non Benth."
- Pithecellobium malinoense Kosterm.
- Pithecellobium pauciflorum Benth.

### Liste des variétés
Selon Catalogue of Life (28 décembre 2018) :
- Archidendron pauciflorum var. caulostachyum (Merr.) I.C.Nielsen
- Archidendron pauciflorum var. pauciflorum